# Qin Kai
Qin Kai (chiń. upr. 秦凯; chiń. trad. 秦凱; pinyin Qín Kǎi; ur. 31 stycznia 1986 w Shaanxi) – chiński skoczek do wody, dwukrotny mistrz olimpijski. 
Złoty medal igrzysk olimpijskich w Pekinie zdobył w skokach z 3 m platformy par synchronicznie (jego partnerem był Wang Feng), a brązowy w konkurencji trampoliny 3 m indywidualnie. Cztery lata później, podczas igrzysk w Londynie, sięgnął po złoty medal w skokach z 3 m platformy par synchronicznie w parze z Luo Yutong. Wywalczył również brązowy medal igrzysk olimpijskich w Rio de Janeiro, w konkurencji skoku z trampoliny 3 m synchronicznie (wspólnie z Cao Yuan).
Siedmiokrotnie zdobył mistrzostwo świata (2007, 2009, 2011, 2013, 2015). Do tego wywalczył dwa złote medale uniwersjady (2011) i trzy medale igrzysk azjatyckich, w tym jeden złoty (2006, 2010).